# Вайз (округ, Вірджинія)
Шаблон:StateAbbr_ 36°58′ пн. ш. 82°37′ зх. д. / 36.97° пн. ш. 82.62° зх. д.
Округ  Вайз (англ. Wise County) — округ (графство) у штаті  Вірджинія, США. Ідентифікатор округу 51195.

## Історія
Округ утворений 1856 року.

## Демографія
За даними перепису 2000 року загальне населення округу становило 40123 осіб, зокрема міського населення було 15388, а сільського — 24735. Серед мешканців округу чоловіків було 19543, а жінок — 20580. В окрузі було 16013 домогосподарства, 11517 родин, які мешкали в 17792 будинках. Середній розмір родини становив 2,91.
Віковий розподіл населення поданий у таблиці:
| Стать    | До 15 років | 15-21 | 22-29 | 30-39 | 40-49 | 50-65 | 65-85 | Понад 85 |
| -------- | ----------- | ----- | ----- | ----- | ----- | ----- | ----- | -------- |
| Чоловіки | 3820        | 2284  | 2060  | 2653  | 3136  | 3326  | 2112  | 152      |
| Жінки    | 3616        | 2114  | 2024  | 2764  | 3302  | 3436  | 2871  | 453      |

## Суміжні округи
- Нортон — анклав
- Пайк, Кентуккі — північ
- Дікенсон — північний схід
- Расселл — схід
- Скотт — південь
- Лі — південний захід
- Гарлан, Кентуккі — захід
- Летчер, Кентуккі — північний захід

## Виноски
1. ↑  U.S. Decennial Census. United States Census Bureau. Архів оригіналу за 4 квітня 2018. Процитовано 5 січня 2014.
2. ↑  Historical Census Browser. University of Virginia Library. Архів оригіналу за 11 серпня 2012. Процитовано 5 січня 2014.
3. ↑  Population of Counties by Decennial Census: 1900 to 1990. United States Census Bureau. Архів оригіналу за 15 грудня 2013. Процитовано 5 січня 2014.
4. ↑  Census 2000 PHC-T-4. Ranking Tables for Counties: 1990 and 2000 (PDF). United States Census Bureau. Архів оригіналу (PDF) за 18 грудня 2014. Процитовано 5 січня 2014.
5. ↑  Bureau, U. S. Census. American FactFinder - Results. factfinder.census.gov (англ.). US Census Bureau. Архів оригіналу за 17 січня 2019. Процитовано 1 грудня 2019.(англ.) Наведено за англійською вікіпедією.
6. ↑  American FactFinder. Бюро перепису населення США. Архів оригіналу за 26 лютого 2012. Процитовано 31 січня 2008.

| США | Це незавершена стаття з географії США. Ви можете допомогти проєкту, виправивши або дописавши її. |